# Matthias Matschke
Matthias Matschke (Marburgo, 17 ottobre 1968) è un attore tedesco.
Nel 1999 ha iniziato la sua carriera prendendo parte principalmente in ruoli televisivi, mentre al cinema, è noto per aver recitato nel noto film Storia di una ladra di libri interpretato da Geoffrey Rush e Emily Watson e tratto dall'omonimo romanzo.

## Biografia
Matthias Matschke è nato il 17 ottobre 1968 a Marburgo, in Germania. Figlio di un ingegnere e di un'insegnante di religione, ha frequentato il Ludwig-Georgs-Gymnasium a Darmstadt. Inizialmente ha studiato tedesco e religione con l'intento di diventare insegnante, ma ha interrotto questi studi per dedicarsi alla recitazione. Nel 1996 si è diplomato presso l'Università delle Arti di Berlino.  

## Carriera
Matschke ha iniziato la sua carriera teatrale al Schauspiel Frankfurt, partecipando a produzioni come Das weite Land di Arthur Schnitzler. Ha lavorato anche alla Volksbühne di Berlino e nel 2004 ha diretto la versione teatrale del film Eins, zwei, drei di Billy Wilder.  
Nel cinema è noto per ruoli in film come LiebesLuder (2000) e Soloalbum (2002), oltre a produzioni internazionali come Storia di una ladra di libri (2013) e The Grand Budapest Hotel (2014).  
In televisione ha interpretato il ruolo di Hagen nella serie comica Pastewka dal 2005 al 2020 e ha fatto parte del cast della serie sketch Ladykracher dal 2003 al 2013. Dal 2015 è apparso come "Dr. Matthias Matschke" nel programma satirico heute-show. Nel 2023 ha ricevuto una nomination al Deutscher Fernsehpreis come miglior attore per il suo ruolo in Wir sind die Meiers.  

## Altre attività
Oltre alla recitazione, Matschke è attivo come autore e narratore di audiolibri. Nel 2020 ha vinto il Deutscher Hörbuchpreis nella categoria "Migliore intrattenimento" per la sua interpretazione di Achtsam morden di Karsten Dusse.  

## Vita privata
Sua figlia, Maria Matschke Engel, ha intrapreso la carriera di attrice.